# 游维义
游维义是中华人民共和国成立初期的一名骨科医师。

## 生平
毕业于美国西北大学医学博士学位，抗战时期曾在雷允飞机制造厂的职工医院任职，中华人民共和国成立后在广州中央医院（广东省人民医院的前身）任副院长。

## 资料来源
1. ↑  廖怀凌. . 新华网广州. 2006-12-19  [2017-11-21]. （原始内容存档于2017-12-01）.
2. ↑  汤亦新. . 《航空史研究》. 1995, (01): 6.[]